# Call of Duty: Ghosts
Call of Duty: Ghosts è un videogioco del genere sparatutto in prima persona. Decimo capitolo della serie Call of Duty, sviluppato da Infinity Ward, Raven Software e Neversoft e pubblicato da Activision, è stato presentato con un teaser trailer il 1º maggio 2013. È stato pubblicato il 5 novembre 2013 per PlayStation 3, Xbox 360, Wii U e Microsoft Windows, il 22 novembre per Xbox One, e dal 15 novembre in poi per PlayStation 4.
(slogan del gioco)

## Trama
San Diego, 2017. Mentre Elias Walker racconta dei "Ghost", soldati furtivi e invincibili, ai figli David, detto "Hesh", e Logan, la città viene attaccata all'improvviso da ODIN, un sistema missilistico orbitale americano caduto pochi minuti prima sotto il controllo della Federazione, un'unione degli stati latinoamericani, di stampo nazionalista ed antiamericanista, che sta gettando nel caos il mondo con vari attacchi terroristici ai deserti ricchi di risorse (da cui dipendono le potenze mondiali), e ha occupato l'intero Sudamerica. Elias e i figli si mettono in salvo su una jeep, mentre gli astronauti Baker e Mosley distruggono ODIN, seppur sacrificando le loro vite. Gli avanzati missili cinetici del satellite, seppur privi di testate esplosive, causano gravi danni alla crosta terrestre e giganteschi terremoti grazie all'elevatissima velocità d'impatto con il suolo. L'attacco di ODIN è stato abbastanza esteso da distruggere diverse città americane, causando la morte di quasi 30 milioni di persone in pochi minuti.
10 anni dopo, nel 2027, l'esercito americano è riuscito a riorganizzarsi e ora il conflitto con la Federazione sta vedendo una fase di stallo. Hesh e Logan, arruolatisi nell'esercito in compagnia del cane da guerra Riley, completano una ricognizione del Muro, gigantesca costruzione che tiene al sicuro militari e civili in ciò che resta della città di Santa Monica. I due fratelli, dopo aver ucciso delle squadre dei "Fed", entrano nel Muro richiamati da Elias, che ha preso il controllo delle operazioni militari di Santa Monica. Elias informa Hesh e Logan che dovranno addentrarsi nella "Terra di nessuno", territorio distrutto dall'attacco di dieci anni prima dominato dalla Federazione, nella quale incontreranno una squadra di ricognizione che li aiuterà a far luce su uno scavo a San Diego. 
Così, Hesh, Logan e Riley si avventurano nella pericolosa Terra di Nessuno, dove sono costretti ad uccidere varie sentinelle nemiche. Durante il tragitto, intravedono un uomo con una bandana che sta interrogando brutalmente un soldato con indosso una maschera da scheletro. I tre sono costretti a proseguire ma sono ostacolati da un branco di lupi che li attaccano ferocemente; a salvarli sono Merrick e Keegan, due Ghost, che raccontano ai fratelli che il soldato intravisto poco prima era il loro compagno Ajax e l'uomo con la bandana era Rorke, un nemico dei Ghost. In seguito, Merrick e Keegan accompagnano Hesh e Logan, che accettano ad aiutare i Ghost e salvare Ajax, ad uno stadio da Baseball abbandonato, dove uccidono i Fed presenti e salvano un morente Ajax che rivela il nome del proprio aggressore; inoltre, su una lavagna, il gruppo trova le foto dei Ghost che Roarke ha ucciso. Ajax muore poco dopo.
Il gruppo scappa dallo stadio, diretto nuovamente a Santa Monica, dove i soldati dei Fed hanno attaccato e sfondato il Muro, arrivando nel cuore della città. Hesh e Logan, divisi dai Ghost e da Riley, cercano disperatamente Elias in un edificio in fiamme dove vengono ostacolati da un soldato nemico che ferisce Logan con un coltello. I due vengono salvati dai Ghost, in compagnia di Kick, un altro Ghost, e da Elias, che si rivela un membro del gruppo dei soldati-fantasma. Lì, Elias dà il benvenuto a Hesh e Logan tra i Ghost e rivela che Rorke, il misterioso assassino di Ajax, era un membro del gruppo. 
Elias racconta di quando, lui, Rorke e i Ghost erano a Caracas, in Venezuela alla ricerca di Almagro, un generale dei Fed. Dopo aver eliminato vari nemici, i Ghost raggiunsero Almagro, e lo eliminarono, ma, l'elicottero su cui si trovavano, si schiantò e Elias, per salvare gli altri, fu costretto a lasciar cadere Rorke rimasto appeso al relitto dell'elicottero. La Federazione lo ritrovò e lo costrinse a convertirsi alla loro causa. Tornando nel presente, Hesh, Logan e Keegan tornano a Caracas per cercare informazioni su Rorke tramite Victor Ramos, uno scienziato dei Fed, che, dopo un estenuante interrogatorio, rivela la posizione di Rorke ai Ghost. Purtroppo Rorke fa esplodere il palazzo in cui si trova il gruppo, che è costretto lanciarsi dall'edificio in caduta libera, ma non riuscendo a salvare la vita di Ramos. I Ghost, così, raggiungono Rorke su un'isola nel golfo del Messico e lo catturano dopo aver ucciso i Fed che lo difendevano. 
Elias interroga brutalmente Rorke sull'aereo del gruppo, che viene però abbattuto dai Fed che rintracciano e salvano Rorke. I sopravvissuti allo schianto si ricongiungono e superano le pattuglie dei Fed e vengono salvati dall'esercito. Il gruppo, ora si dedica alla caccia di Rorke, attaccando varie basi dei Fed: si infiltrano in una base sulle Ande; affondano una piattaforma petrolifera e un cacciatorpediniere fino a scoprire che la Federazione sta lanciando in orbita degli Odin più piccoli dell'originale, ma più numerosi. 
Keegan si divide dal gruppo per informare il presidente mentre gli altri vengono attaccati dalla Federazione che scova il loro rifugio: l'unico che riesce a scappare è Riley, mentre gli altri vengono catturati. In seguito, Merrick viene ferito alle costole e Rorke massacra Elias fino ad ucciderlo. Per fortuna, Keegan salva i rimanenti e li aiuta a scappare. Durante la fuga, i Ghost ritrovano Riley, che viene però ferito da un cecchino e Logan è costretto a portarselo in groppa; poco dopo scappano su un elicottero che li fa approdare su una portaerei.
Intanto, però, gli Odin dei Fed si attivano e attaccano la portaerei dei Ghost. Il gruppo è costretto a dividersi: Merrick, Keegan e Riley vanno a Washington mentre Hesh e Logan attaccano una base dei Fed per permettere alle forze americane di prendere il controllo degli Odin. Dopo aver conquistato la base, i Walker seguono Rorke su un treno mentre i militari, su loro ordine, distruggono le rotaie del mezzo con un razzo lanciato dagli Odin. Il treno si schianta subito dopo che Rorke spara a Hesh. 
Logan, illeso dallo schianto riesce ad uccidere Rorke dopo avergli rubato la pistola e porta in salvo il fratello sulla spiaggia mentre i militari distruggono le basi dei Fed rimaste. 
Rorke, però, che è sopravvissuto, ferisce Logan ad un braccio e lo rapisce con un Hesh indifeso che non riesce a raggiungere il fratello mentre questo viene portato via.

## Modalità di gioco
In Call of Duty: Ghosts sono giocabili la classica Campagna singleplayer, Multigiocatore (sia in locale che nelle modalità online), "Squadre" in cui combattere una Squadra di un giocatore reale, comandata da bot e la nuova modalità Estinzione, mai presentata sino ad ora.

### Campagna
La modalità campagna offre al giocatore diciotto missioni in cui veste i panni di Logan, superstite all'attacco Odin insieme a suo fratello Hesh e suo padre Elias. All'interno di ogni missione sono nascosti anche i cosiddetti "File Rorke", NECESSARI ad approfondire la storia nei dettagli più profondi. In alcune missioni si impersoneranno anche Elias o il Gruppo Apache.

### Multigiocatore
La modalità multigiocatore si rinnova rispetto ai precedenti capitoli e comprende nuove armi, possibilità di creare il proprio personaggio, nuove modalità di gioco come Blitz, Frenesia, Rinforzo e Caccia, nonché nuove serie di uccisioni e mappe dinamiche che cambiano in determinate situazioni.
I clan adesso sono gestiti meglio agli altri capitoli, tanto che è disponibile sui dispositivi mobili la Call of Duty App, che consente di tenere d'occhio il proprio gruppo e i tornei di gioco disponibili, con in palio alcune skin esclusive.

### Squadre
La modalità squadre permette ai giocatori di creare una squadra personale scegliendo le classi per gli alleati (controllati dall'intelligenza artificiale), e con la stessa disputare partite contro altre squadre. La peculiarità di Squadre è la possibilità di sfidare le squadre di bot di altri giocatori e guadagnare punti esperienza per il multiplayer anche essendo offline.

### Estinzione
La modalità Estinzione è una nuova opzione di gioco, mai presentata nei precedenti capitoli della saga. Consiste nel sopravvivere a un determinato numero di ondate di alieni conosciuti come i "Criptidi" con l'ausilio di una trivella con cui distruggere gli alveari, aprire porte, scandire degli obelischi o attivando dei generatori di corrente, sino ad una fuga dal luogo del combattimento entro un tempo limite o sfida con un boss finale che porterà alla vittoria della partita come la trilogia di Resistance. È presente un sistema di ranking simile a quello del Multiplayer, che permette di sbloccare equipaggiamenti per le missioni, sfondi per il proprio personaggio e slot per le reliquie, che rendono il gioco più difficile aumentando il punteggio del giocatori del 20% per ogni reliquia adottata e aumentano il numero di denti (con cui acquistare potenziamenti fissi, validi per ogni partita) ottenibili giocando.
Inizialmente Estinzione era composta di 5 prestigi, ampliati progressivamente a 25 con aggiunte di 5 ogni DLC. Ogni prestigio è composto da 30 livelli, oltre i quali si passa automaticamente al prestigio successivo. Superato il livello 30 del prestigio massimo (25) si passerà al livello 31.
In Estinzione è possibile scegliere i propri equipaggiamenti prima della partita (diversamente dalle modalità secondarie degli altri capitoli di Call of Duty, come Zombi), utilizzabili spendendo denaro ottenuto in partita e migliorabili investendovi punti abilità, ottenuti vincendo delle sfide di gioco o superando le molteplici ondate.

## Personaggi

### Giocabili
- Sergente Logan Walker (Ghosts)
- Astronauta Baker (controllo ODIN)
- Tenente Elias 'Scarecrow' Walker (padre di Logan ed Hesh e Ghosts) 12 anni prima
- Gruppo Apache (25 S.O.W.)
- Compagnia Badger (2º battaglione corazzato)
- Sergente Thompson (Icarus 1-2)
- Riley (cane da battaglia; il nome è un tributo al cognome dell'omonimo personaggio Ghost di Call of Duty: Modern Warfare 2)

### Alleati
- Capitano Thomas Merrick (Ghosts)
- Sergente Thomas Merrick (Ghosts) 12 anni prima
- Sergente Keegan P. Russ (Ghosts)
- Tenente David 'Hesh' Walker (Ghosts)
- Sergente Logan Walker (Ghosts)
- Sergente Alex V. Johnson 'Ajax' (Ghosts) presente e 12 anni prima
- Elias 'Scarecrow' Walker (padre di Logan ed Hesh e capitano in congedo Ghosts) presente
- Kick (Ghosts)
- Capitano Gabriel Rorke (Ghosts) 12 anni prima
- Specialista Kyra Mosley (controllo ODIN)
- Capo Icarus (Icarus 1-2)
- Riley (Cane da guerra)

### Nemici
- Victor Ramos (scienziato della Federazione)
- Diego Almagro (leader della Federazione)
- Gabriel Rorke (capo truppe della Federazione negli USA) presente

### Doppiaggio
| Personaggio         | Doppiatore originale | Doppiatore italiano |
| ------------------- | -------------------- | ------------------- |
| David "Hesh" Walker | Brandon Routh        | Davide Albano       |
| Elias Walker        | Stephen Lang         | Alessandro Conte    |
| Thomas Merrick      | Jeffrey Pierce       | Matteo Brusamonti   |
| Keegan P. Russ      | Brian Bloom          | Andrea Bolognini    |
| Alex "Ajax" Johnson | ?                    | Stefano Albertini   |
| Kick                | ?                    | Renzo Ferrini       |
| Kyra Mosley         | Valerie Arem         | Anita Caprioli      |
| Capo Icarus         | ?                    | Alessandro Lussiana |
| Overlord            | Bruce Greenwood      | Alessandro Testa    |
| Gabriel T. Rorke    | Kevin Gage           | Domenico Brioschi   |
| Victor Ramos        | Steve Wilcox         | Luca Ghignone       |
| Estinzione          |                      |                     |
| Samantha Cross      | Ali Hillis           | Daniela Fava        |
| David Archer        | Dave B. Mitchell     | Marco Balzarotti    |
| Dott.Kassar         | ?                    | Pietro Ubaldi       |

Personaggi Minori: Alessandro Zurla, Claudio Ridolfo, Andrea Failla, Diego Baldoin, Federico Zanandrea, Marco Benedetti, Renata Bertolas, Alessandro Germano, Paolo Sesana, Luca Ghignone, Pietro Ubaldi.

## DLC
Sono disponibili dei contenuti scaricabili per Call of Duty: Ghosts. I 4 map pack (Onslaught, Devastation, Invasion e Nemesis), acquistabili singolarmente o unicamente con il Season Pass, includono 4 Mappe per le modalità Multiplayer e 1 Capitolo della modalità Estinzione (inoltre i primi due DLC offrono anche armi esclusive).

### Micro DLC
I Micro DLC sono dei piccoli DLC distribuiti da Infinity Ward; sono disponibili pack con una mimetica, un reticolo per l'arma, uno sfondo e una toppa per il giocatore; pack contenenti un personaggio speciale a tema da utilizzare durante il gioco, oppure un Voice Pack, che modifica le voci durante il gioco. 

## Sviluppo
Il 7 febbraio 2013, Activision ha confermato che un nuovo Call of Duty era in sviluppo e che sarebbe stato presentato nel corso del quarto trimestre del 2013. Si pensava che si trattasse di Call of Duty: Modern Warfare 4, ma visto l'arrivo imminente nel mercato videoludico delle console di ottava generazione, l'azienda ha rivelato di avere abbandonato la serie Call of Duty: Modern Warfare, sostituendola con una nuova saga, chiamata Call of Duty: Ghosts.
Il 29 aprile 2013 il sito ufficiale di "Call of Duty" è stato modificato con un mosaico social multimediale che si riempiva ogni volta che un utente accedeva al sito tramite Twitter o Facebook. Il giorno dopo il mosaico è stato completato ed è apparsa l'immagine di un teschio. Alcuni dettagli su Call of Duty: Ghosts erano già trapelati, soprattutto quando l'azienda Tesco ha inserito accidentalmente il titolo nella lista di giochi per PlayStation 3.
Il 1º maggio 2013, è stato pubblicato su YouTube il live-action teaser trailer chiamato "Guerrieri Mascherati", che mostra scorci di persone con maschere e armature da combattimento, tra le quali alla fine un gruppo di soldati con indosso una maschera recante un teschio. Il nuovo titolo è apparso all'XBox One Reveal il 21 maggio 2013, confermando che il gioco uscirà anche sulla nuova console Microsoft, l'Xbox One.
Il trailer definitivo della campagna in single player è stato mostrato il 21 maggio 2013, mentre quello del comparto multiplayer competitivo il 14 agosto.

## Accoglienza
Il gioco ha totalizzato un incasso complessivo di 1 miliardo di dollari al lancio. Il titolo è stato inoltre il più giocato in Nord America tra tutti i titoli usciti su console di nuova generazione.